# Park In-hyeok
Park In-hyeok (koreanisch 박인혁; * 29. Dezember 1995 in Seoul) ist ein südkoreanischer Fußballspieler. Der Stürmer steht bei den Jeonnam Dragons unter Vertrag.

## Karriere

### Vereine
Park wechselte Anfang Juli 2015 von der Kyung-Hee-Universität in seiner Heimatstadt Seoul zur TSG 1899 Hoffenheim in die deutsche Bundesliga. Von den Kraichgauern wurde er direkt weiter an den FSV Frankfurt verliehen, für den er bis Saisonende 2015/16 gespielt hat. Am 14. August 2015 debütierte Park bei der 1:2-Niederlage im Heimspiel gegen den Karlsruher SC in der 2. Bundesliga. Nach der Spielzeit stieg er mit dem Verein in die 3. Liga ab.
Ende August 2016 wurde Park für ein Jahr an den slowenischen Erstligisten FC Koper verliehen. Von September 2017 bis März 2018 spielte er auf Leihbasis beim FK Vojvodina in der serbischen SuperLiga. Anschließend wurde er an Daejeon Citizen weiterverliehen und vom südkoreanischen Franchise fest verpflichtet. Seit 2022 spielt der Angreifer bei den Jeonnam Dragons.

### Nationalmannschaft
Park absolvierte vier Spiele für die südkoreanische U20-Nationalmannschaft und erzielte dabei ein Tor.